# Żanna Biczewska

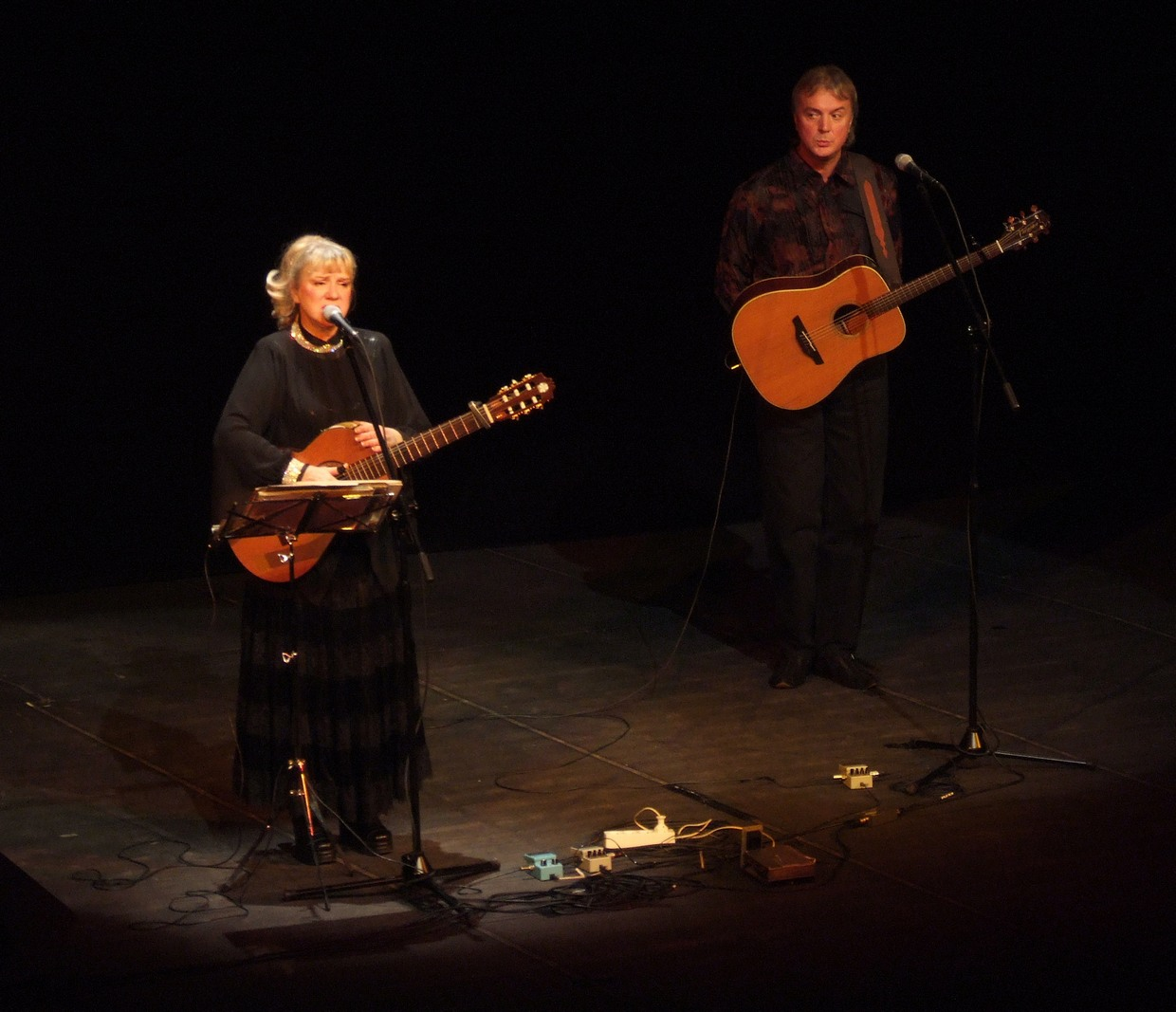
Recital w Zielonej Górze, 2006

Żanna Władimirowna Biczewska (ros. Жанна Владимировна Бичевская, ur. 17 czerwca 1944 w Moskwie) – rosyjska kompozytorka i pieśniarka ludowa, interpretatorka rosyjskich ballad i romansów. Poza tradycyjnym repertuarem rosyjskim i białoruskim śpiewa też ballady Bułata Okudżawy. Mieszka i pracuje w stolicy kraju. Występuje z mężem, kompozytorem i aranżerem Giennadijem Ponomariowem.

## Życiorys
Edukację muzyczną rozpoczęła od ukończenia szkoły muzycznej w klasie gitary. W latach 1966–1971 studiowała w Instytucie Sztuki Cyrkowej i Estradowej. Już wówczas zaczęła gromadzić i zapisywać teksty ludowe. W czasie studiów podjęła pracę nauczycielki muzyki w Zagorsku, a jednocześnie śpiewała jako solistka w zespole Eddiego Rozera. W latach 1971–1973 była solistką instrumentalno-wokalnego zespołu „Dobryje mołodcy”.
Wielokrotnie nagradzana w ZSRR, koncertowała w całej Europie. Często gościła w Polsce, również jako jurorka Festiwalu Piosenki Radzieckiej w Zielonej Górze. Obecnie prowadzi audycję w prawosławnym radiu „Radonież”. Przed aneksją Krymu przez Rosję wykonywała utwór pt. Куликово поле trb. Kulikowo pole trl. Kulikovo pole odebrany m.in. przez Tatarów krymskich za nacjonalistyczny, w którym zapowiada, że Rosja odzyska Krym, a także zajmie Stambuł i Jerozolimę.

## Dyskografia
- Господа офицеры (1994)
- Слишком короток век (1997)
- Любо, братцы, любо… (1997)
- Песни (1997)
- Имени твоему, Господи (1998)
- Осень музыканта (1998)
- Русская Голгофа (1998)
- Старые русские народные, деревенские… (1998)
- Песни Булата Окуджавы (1999)
- Царь Николай (1999)
- Верую (2000)
- Мы – русские (2001)
- Чёрный ворон (2002)
- Боже, храни своих (2003)
- К-141 (2004)
- Гори, гори, моя звезда (2008)